# Wladimiro Bas Zabache
Wladimiro auch Vladimiro „Vlady“ Bas Zabache (* 2. Februar 1929 in Bilbao) ist ein baskisch-spanischer Jazzmusiker (Altsaxophon, Klarinette, Flöte), Komponist und Bandleader.
Zabache lernte zunächst Piano, Violoncello und Harmonielehre am Konservatorium von Bilbao, später hatte er Unterricht in Saxophon- und Klarinettenspiel bei seinem Vater, einem Konzertmusiker. 1948 erfolgten erste Auftritte in lokalen Clubs und beim örtlichen Radiosender. Ab 1952 lebte er vorwiegend in Madrid; in dieser Periode begab er sich auf Tourneen in die Vereinigten Staaten, wo er 1958 sein Heimatland beim Newport Jazz Festival in der von Marshall Brown geleiteten International Youth Jazz Band vertrat, außerdem tourte er in der Schweiz und in Portugal. 1968 gründete er die Formation Los mejores del jazz und gehörte zu den Pionieren des Free Jazz in Spanien. Er legte einige Alben vor wie Viva Europa oder Free jazz en la Universidad.
Später arbeitete in Madrid als Musikpädagoge, spielte mit eigenem Quartett und mit dem Trio seiner Tochter Paula Bas. 
1986 spielte er in der Dusko Goykovich Bigband in San Sebastian, ferner arbeitete er mit Monty Alexander, Lee Konitz, Slide Hampton, Pony Poindexter, Johnny Griffin, Tete Montoliu und Juan Carlos Calderon.